# 파리 메트로 10호선
파리 메트로 10호선(Ligne 10 du Métro de Paris)은 파리교통공단(RATP)이 운영하는 파리 메트로의 노선으로, 파리 서부 교외의 Boulogne-Pont de Saint-Cloud역에서 파리 남부를 횡단하여 남부의 Gare d'Austerlitz역에 이르는 11.7km의 노선이다. 황토색을 노선색으로 사용하고 있으며 상당히 복잡한 노선의 변동이 있었던 노선이기도 하다.

## 노선 정보
- 총연장 : 11.7km
- 궤간 : 1435mm
- 역수 : 23
  - 역간 평균거리 : 532m
- 복선 구간 : Boulogne-Pont de Saint-Cloud∼Boulogne-Jean Jaurès, Mirabeau∼Gare d'Austerlitz (우측통행)
  - Boulogne-Jean Jaurès∼Mirabeau간은 일방 통행의 단선이 각각 놓여 있는 단선 병렬 구간이다.
- 전철 구간 : 전 구간 (제3레일 방식, 직류750V)

## 노선도 및 정거장

파리 메트로 10호선 노선도

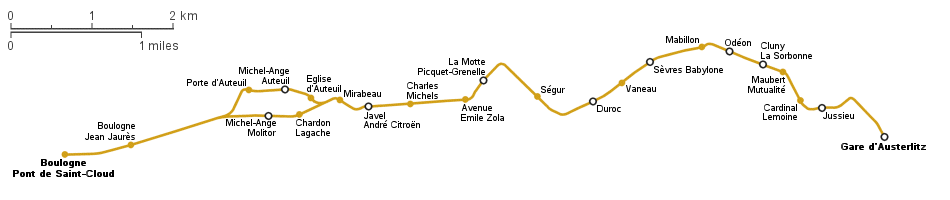
파리 메트로 10호선 노선도

## 연혁

1937년의 8, 10, (구)14호선의 선구 변동 현황

1900년대 초반에 현재의 2, 6호선의 내부를 순환하는 Invalides∼Invalides간 11.7km의 환상선이 구상되었고, 이는 1907년에 10호선으로써 구체화되어, Invalides에서 Bastille까지 좌안을 경유하여 잇는 계획이 수립되었다.
1차 세계대전 이전에 개시된 공사는 종전 후인 1923년이 되어 Invalides∼Croix Rouge간이 개통됨으로써 완료되었다. 이후 지속적으로 동쪽으로 연장되어 1926년에 Odéon에 도달했고 1930년에는 7호선으로써 개통한 구간을 일시적으로 편입하여 영업하기에 이르렀다.
1930년대 동안 10호선은 대대적인 변화를 겪게 된다. 1931년에 7호선의 하저터널이 완공되면서 일시적으로 편입했던 7호선의 좌안 구간을 7호선으로 돌려주는 외에 8호선, (구)14호선과 일부 구간을 주고 받아 1937년에 이르러 현재의 형태를 갖추게 된다.
- 1913년 7월 13일 : Beaugrenelle(현재의 Charles Michels)∼Opéra간이 8호선으로써 개통.
- 1913년 9월 30일 : Beaugrenelle∼Porte d'Auteuil간이 8호선으로써 연장개통.
- 1923년 12월 30일 : Invalides∼Croix Rouge간이 10호선으로써 개통.
- 1925년 3월 10일 : Croix Rouge∼Mabillon간 연장개통.
- 1926년 2월 14일 : Mabillon∼Odéon간 연장개통.
- 1930년 2월 15일 : Odéon∼Place d'Italie간 연장개통.
- 1930년 3월 7일 : Place d'Italie∼Porte de Choisy간 연장개통.
- 1931년 4월 26일 : Maubert-Mutualité∼Jussieu간이 연장개통됨에 따라 Maubert-Mutualité∼Place Monge간은 일반영업을 중지. Place Monge∼Porte de Choisy 구간이 분리되어 7호선에 편입.
- 1937년 : Duroc∼La Motte-Picquet Grenelle간 연장개통에 따라 Duroc∼Invalides 구간이 분리되어 (구)14호선에 편입되고, 8호선의 Porte d'Auteuil∼La Motte-Picquet Grenelle 구간이 10호선으로 편입.
- 1939년 7월 12일 : Jussieu∼Gare d'Austerlitz간 연장개통.
- 1980년 10월 3일 : Porte d'Auteuil∼Boulogne-Jean Jaurès간 연장개통.
- 1981년 10월 2일 : Boulogne-Jean Jaurès∼Boulogne-Pont de Saint-Cloud간 연장개통.

## 차량
10호선은 복잡했던 노선의 역사만큼이나 특이한 차량이 많이 투입되어온 노선이다. 최초의 금속 차체 차량인 M 4형(통칭 Sprague-Thomson형, 2006년 기준 동태보존되고 있음)이 상당히 늦게까지 다녔을 뿐 아니라, 관절대차를 가진 MA 51형도 1994년까지 투입되었다. 현재는 전 차량 MF 67형으로 통일되어 있다.
기지는 Auteil 기지가 사용되며, 중검수는 7호선의 Choisy 기지에서 이뤄진다.

## 역
- Boulogne-Pont de Saint-Cloud
  - 이 역은 강에 매우 가까이 지어져 인상선이 없다. 따라서 열차는 도착한 승강장에서 바로 회차한다.
- Boulogne-Jean Jaurès
  - 여기서 일방통행구간이 시작된다.

| → Boulogne 방향 : - Porte d'Auteuil - 9호선으로의 연결선, 통칭 La voie Murat와 La voie des Ateliers가 분기한다. La voie Murat 상에는 폐역 Porte Molitor가 위치하고 있고, La voie des Ateliers는 Auteil 기지를 경유하여 9호선으로 이어진다. - Michel-Ange-Auteuil - 접속노선 : ■9호선 - 9호선 Montreuil 방면으로 이어지는 연결선이 분기한다(Porte d'Auteuil에서 분기되는 연결선은 Pont de Sèvres 방면으로 이어진다). - Église d'Auteuil - 개통시의 역명은 Wilhem으로 1921년 5월15일에 현재의 역명으로 바뀌었다. | → Gare d'Austerlitz 방향 : - Michel-Ange-Molitor - 접속노선 : ■9호선 - Chardon-Lagache - Mirabeau - 선로 자체는 양방향으로 모두 있으나 Gare d'Austerlitz 방면의 선로에만 승강장이 있다. 독바위역과 유사한 승강장 구조이다. | La voie Murat : - Porte Molitor(폐역) - La voie des Fêtes 상에 있는 Haxo와 마찬가지로 승강장만이 만들어져 있는 '유령역'. Murat라고도 불리며, 인근에 위치한 축구 경기장인 Parc des Princes로의 교통 편의를 위해 계획되었으나 결국 승강장만이 만들어지고 외부로의 통로는 만들어지지 않아 영업을 한 적은 단 하루도 없다. |

- Javel-André Citroën

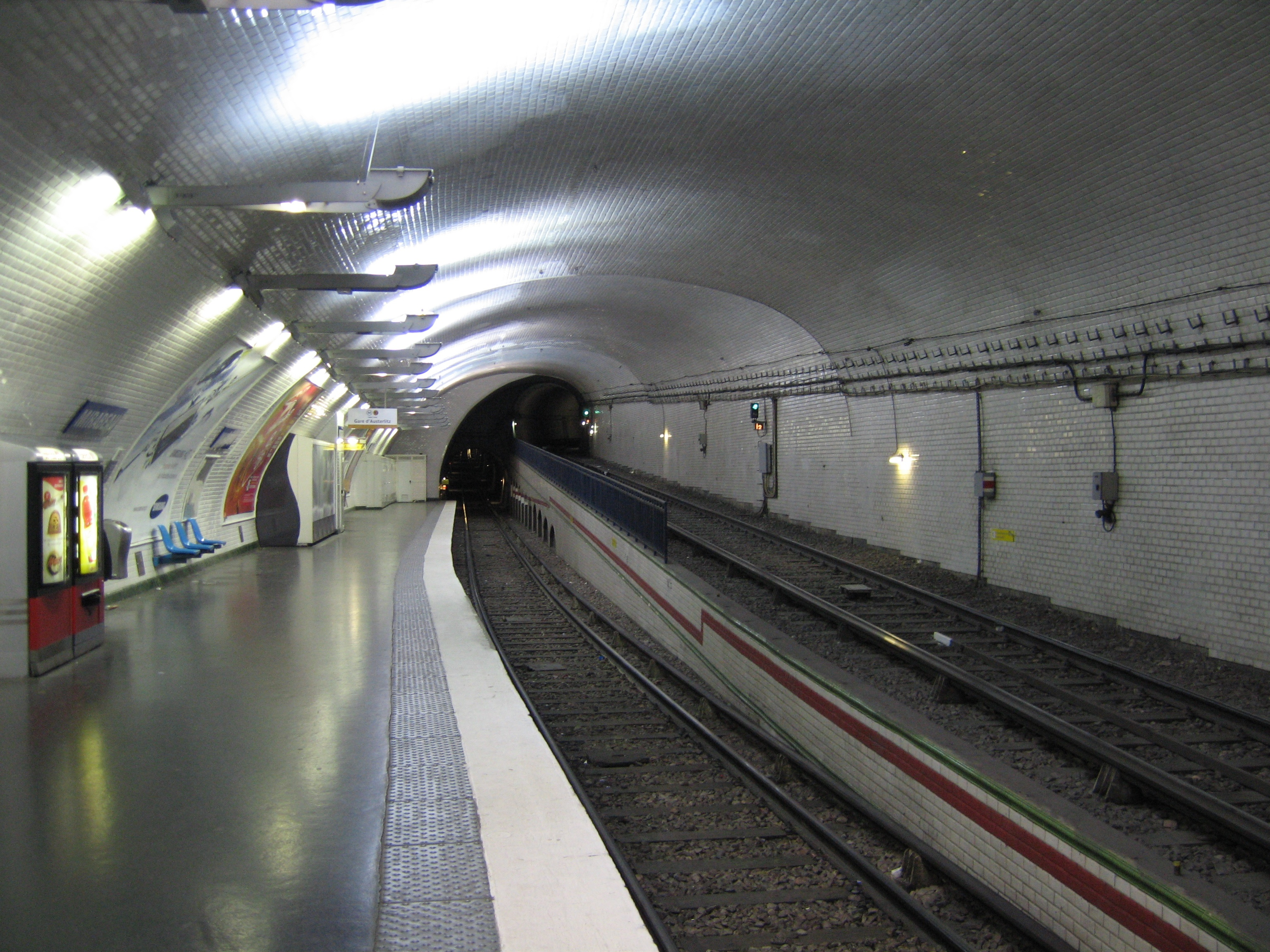
Mirabeau역 승강장. 편면2선의 승강장 구조이다.

  - 일방통행구간이 합류된다. 인근의 RER C호선의 Javel역과 도보 환승이 가능하다.
- Charles Michels
  - 개통시의 역명은 Beaugrenelle로 1945년 7월14일에 현재의 역명으로 바뀌었다.
- Avenue Émile Zola
  - 개통시의 역명은 Commerce로 1937년 3월1일에 현재의 역명으로 바뀌었다.
- La Motte-Picquet-Grenelle
  - 접속노선 :  ■6호선, ■8호선
  - 역 동쪽에서 8호선으로의 연결선이 분기한다. 해당 연결선은 일시적으로 영업선으로도 사용된 적이 있다(연혁 참조).
- Ségur
- Duroc
  - 접속노선 :  ■13호선
  - Duroc∼Vaneau사이에 옛날에 영업선으로 쓰였던, 13호선으로의 연결선이 있으나, 현재는 선로가 철거되고 터널만 남아 있다.

- Vaneau
- Sèvres-Babylone
  - 접속노선 :  ■12호선
- Croix Rouge(폐역)
  - 1939년 9월2일, 직원의 징병으로 인한 인력 부족과 전쟁에 따른 영업 축소에 따라 영업이 정지된 이후, 인근 역과의 거리가 가깝다는 이유로 그대로 폐역되었다. 현재는 환기 시설로 사용되고 있다.

- Mabillon
- Odéon
  - 접속노선 :  ■4호선
- Cluny-La Sorbonne

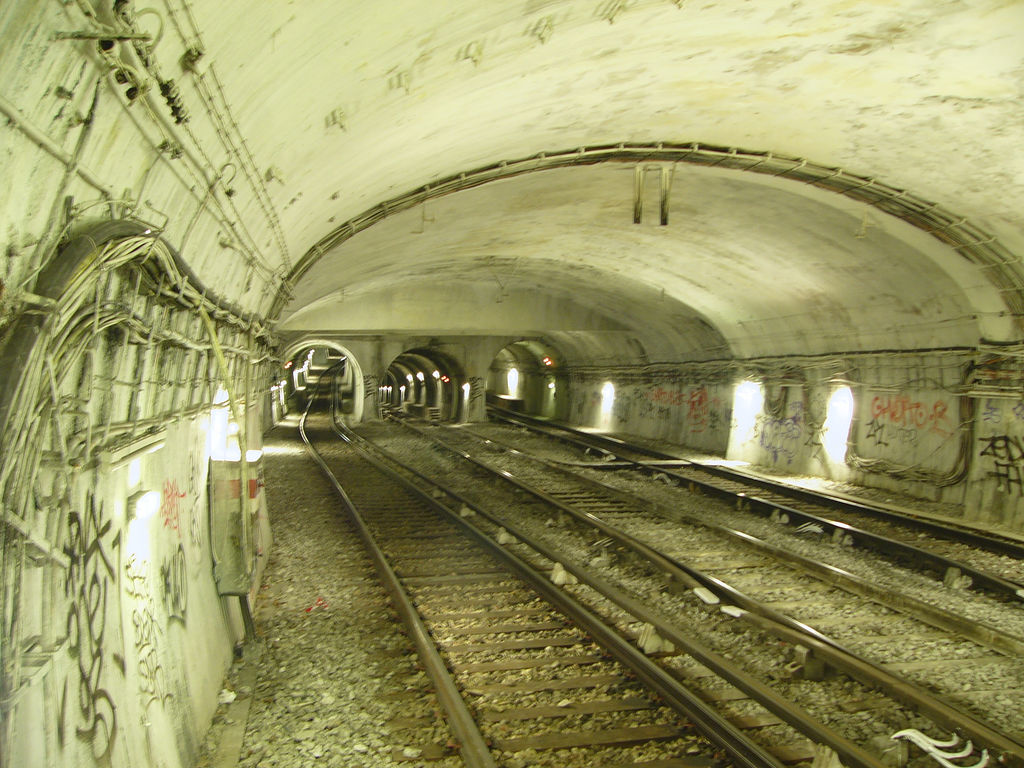
Cluny — La Sorbonne역 서쪽의 4호선으로의 연결선 분기점. 가운데가 4호선으로의 연결선.

  - 개통시의 역명은 Cluny로, Croix Rouge와 함께 1939년 9월2일에 영업이 정지된 이래 폐역 상태였으나 1988년 2월17일에 RER B호선의 Saint Michel-Notre Dame역이 개업하여 RER C호선의 기존역과 환승역이 됨에 따라 환승의 편의를 도모하기 위해 현재의 역명으로 개칭하여 영업을 재개하기에 이르렀다. 당연히도 RER B호선, C호선의 Saint Michel-Notre Dame역과 연결되어 있어 환승이 가능하다.
  - 4호선의 Odéon에서 분기되어 온 4호선과의 연결선은 이 역을 지나 본선에 합류된다. 따라서 승강장은 중선이 하나 있는 상대식의 형태(□|||□)가 된다(중선이 4호선으로의 연결선).
- Maubert-Mutualité
  - 역 동쪽에서 7호선으로의 연결선이 분기한다. 해당 연결선은 일시적으로 영업선으로도 사용된 적이 있다(연혁 참조).
- Cardinal Lemoine
- Jussieu
  - 접속노선 :  ■7호선
- Gare d'Austerlitz
  - 접속노선 :  ■5호선,  ■C호선
  - 개통시의 역명은 Gare d'Orléans-Austerlitz로 1979년에 현재의 역명으로 바뀌었다.

## 같이 보기
- 파리 (프랑스)
- 지하철 목록

## 참고 문헌
- Jean Tricoire, Un Siècle de Métro en 14 Lignes: De Bienvenüe à Météor, 제3판, La Vie du Rail, 2004년, ISBN 2-915034-32-X.